# Hasselt (Hesel)
Hasselt ist ein Ortsteil der Gemeinde Hesel im Landkreis Leer in Ostfriesland. Er ist Sitz des Wasserversorgungsverband Moormerland-Uplengen-Hesel-Jümme, dessen Aufgabe die Trinkwasserversorgung von rund 54.000 Einwohnern aus Moormerland, Uplengen, Hesel, Jümme und Teilen von Leer ist.

## Namensherkunft
Der Ortsname Hasselt wird als Zusammensetzung der altfriesischen Begriffe für Ross oder baumbestandene Anhöhe mit dem altfriesischen Grundwort für Wald gedeutet. Hasselt bedeutet demnach Rosswald oder Wald mit einzelnen Anhöhen. Namensgebend könnte aber auch eine Flur gewesen sein, die durch Haselgebüsche geprägt war.

## Geschichte

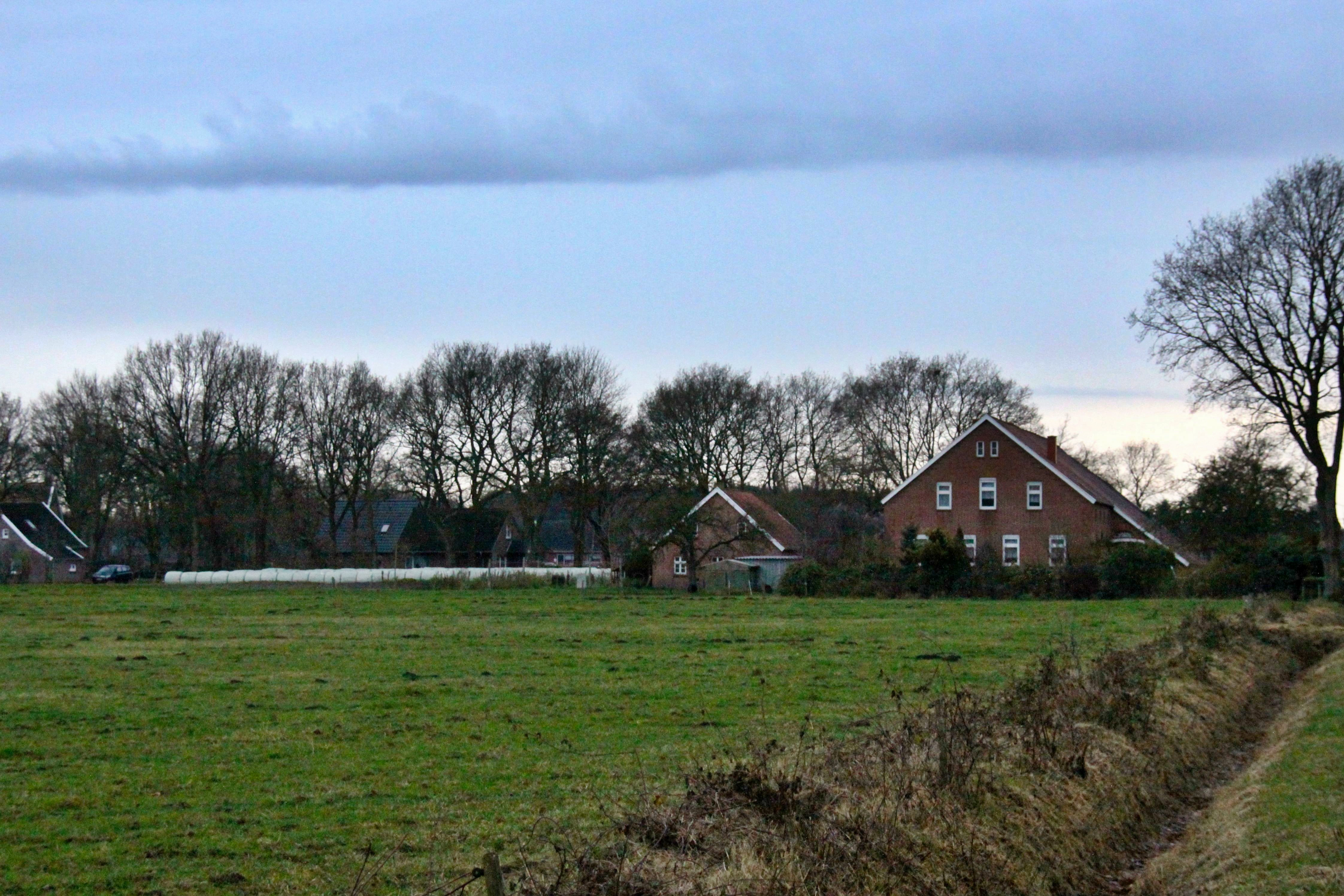
Hasselt

Erstmals wird der Ort im 10. Jahrhundert in einem Besitzregister des Klosters Werden an der Ruhr als Harsalae erwähnt. Er lag am Kreuzungspunkt des Sommerweges von Leer über Holtland nach Uplengen sowie des alten Heerweges von Hesel nach Filsum und Stickhausen. Um 1300 richtete der Johanniterorden in der Siedlung die gleichnamigen Kommende ein. Diese zog der Graf von Ostfriesland, Enno II. während der Reformation zunächst ein, musste die Kommende nach Prozessen vor dem Reichskammergericht 1574 wieder an die Johanniter zurückgeben. Diese verpachteten ihren Besitz in Hasselt mit adelsgleichen Steuerprivilegien an zwei Heuerleute. Im 18. Jahrhundert verkaufte der Orden seine Höfe in Hasselt schließlich an die Pächter. 1823 lebten in dem Dorf Hasselt 41 Personen, die sich auf sieben Feuerstellen verteilten. 1848 gab es 44 Einwohner, die in sechs Wohngebäuden lebten.